# 卡勒·米科莱宁
卡勒·米科莱宁（芬蘭語：Kalle Mikkolainen，1883年1月9日—1928年3月28日），生于于勒耶尔维，芬兰男子竞技体操运动员。他曾获得1908年夏季奥运会体操比赛男子团体全能铜牌。他于1928年在坦佩雷去世。